# Albert-System-Klarinette

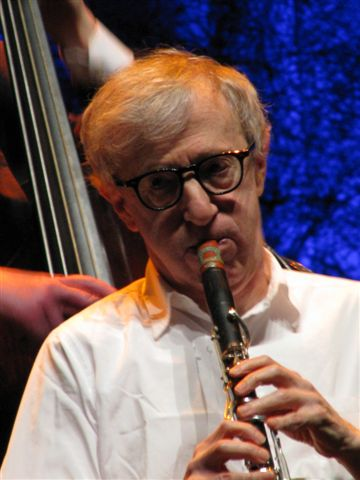
Woody Allen 2008

Die Albert-System-Klarinette ist eine Bauform der Klarinette, die hauptsächlich in der osteuropäischen Volksmusik, im Klezmer und im Jazz (vorwiegend Dixieland) verwendet wird. Im britischen Sprachgebiet wird sie Simple System Clarinet genannt. Bekannt ist diese Bauform durch ihren Spieler Woody Allen.
Es handelt sich gewissermaßen um eine ältere Form der im deutschen Sprachraum gebräuchlichen Deutschen Klarinette, die auf dem Griffsystem von Iwan Müller beruhte. Müller hatte zu Beginn des 19. Jahrhunderts den Klappenmechanismus verbessert, indem er die Klappen mit luftdichten Polstern ausstattete. Der belgische Instrumentenbauer Eugène Albert entwickelte daraus um etwa 1850 die Albert-System-Klarinette. Das Albert-System entstand etwa gleichzeitig mit der Baermann-Klarinette. Die Grifftechnik ist mit dem Deutschen-System identisch; Bahn und Mundstück orientieren sich aber am Böhm-System.
Die Albert-System-Klarinette hat gegenüber den moderneren Bauformen eingeschränkte Möglichkeiten und ist weitgehend durch die Böhmklarinette ersetzt worden. Ihr Vorteil für Jazz und Volksmusik sind jedoch die Tonlöcher, die nicht von Klappen abgedeckt werden und es ermöglichen, durch ein partielles Verschließen der Löcher mit dem Finger Glissandi oder Blue notes zu spielen. Daher hatte sie zahlreiche Anhänger. Johnny Dodds oder Sidney Bechet haben auf der Albert-Klarinette gespielt. Als Neuinstrument ist diese Klarinette allerdings kaum noch zu bekommen.

Albert-System-Klarinette
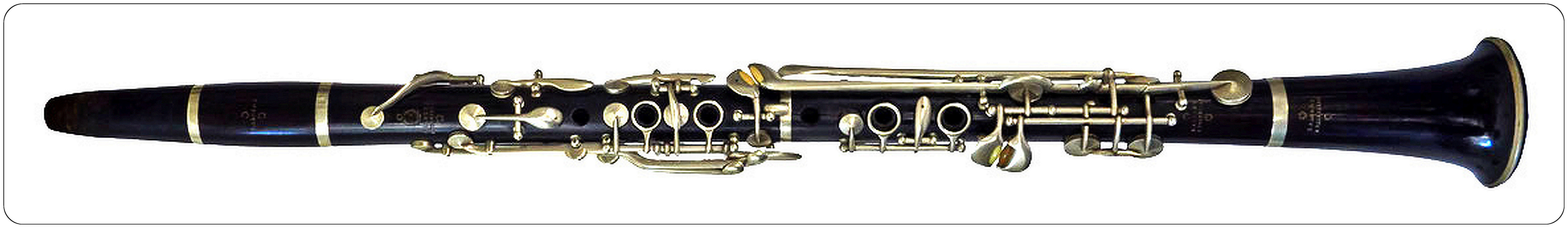